# Березівка (Зейський район)
Березівка (рос. Берёзовка) — село у Зейському районі Амурської області Російської Федерації. Розташоване на території українського історичного та етнічного краю Зелений Клин.
Входить до складу муніципального утворення Ніколаєвська сільрада. Населення становить 79 осіб (2018).
Населений пункт, як і загалом увесь Зейський район, прирівняний до регіонів Крайньої півночі Росії.

## Історія
З 1926 року було підпорядковане Зейському округу Далекосхідного краю. З 20 жовтня 1932 року входить до складу новоутвореної Амурської області.
З 1 січня 2006 року входить до складу муніципального утворення Ніколаєвська сільрада.

## Населення
| 2002 | 2010 | 2012 | 2013 | 2014 | 2015 | 2016 |
| ---- | ---- | ---- | ---- | ---- | ---- | ---- |
| 214  | ↘162 | ↘155 | ↘147 | ↘138 | ↘121 | ↘103 |
| 2017 | 2018 |      |      |      |      |      |
| ↘93  | ↘79  |      |      |      |      |      |